# Aphthona maghrebina
Aphthona maghrebina es una especie de  coleóptero de la familia Chrysomelidae. Fue descrita científicamente por primera vez en 1989 por Bergeal & Doguet.